# Mallinella inflata
Mallinella inflata là một loài nhện trong họ Zodariidae.
Loài này thuộc chi Mallinella. Mallinella inflata được Robert Bosmans & van Hove miêu tả năm 1986.